# Djibril – The Devil Angel
Jiburiru - The Devil Angel (魔界天使ジブリール Makai Tenshi Jiburīru?) es un anime hentai del tipo OVA. Está basado en el videojuego erótico (eroge) Makai Tenshi Jibril, que fue creado por Front Wing. Las primeras series de ovas fueron producidas en DVD por Animac 2004-2005, y lanzado en Estados Unidos por JapanAnime en el 2005. Cuando expiró la licencia por Animac fue movido a Milky Studio el 25 de septiembre del 2009
Estas series fueron creadas por Kuuchuu Yousai y producidas por Noboru Yamaguchi.
De acuerdo con Yousai, los OVA de Megachu son un spin-off de Djibril - The Devil Angel. El videojuego erótico llamado Djibril – The Devil Angel 4 esta historia tiene nuevos personajes así como nuevos ángeles y el único personaje que no excluyeron en este juego es a Loveriel.

## Historia
Descripción según los OVAs del juego

### Primera serie
Todo comienza en el último día de clases e inicio de las vacaciones de verano donde Naoto Jinno, un estudiante común y corriente le confiesa su amor a Rika Manabe y Rika acepta, ya que habían sido amigos desde su infancia. De repente, un niño llamado Asmo aparece. Tras afirmar ser un demonio, trata de raptar a Rika pero al ser un niño no lo toman en cuenta y este se enoja amenazándola con matarla. Naoto trata de salvarla pero se da cuenta de que es inútil. En ese momento, aparece una niña llamada Loveriel, la cual apareció de la nada diciendo que es un ángel. Loveriel lucha contra Asmo para rescatar a Rika pero sus fuerzas se igualaban, así que Asmo decidió retirarse.
Tras la batalla, Loveriel se desmaya y Rika y Naoto deciden ayudarla. Al despertar, Loveriel les cuenta a Naoto y a Rika que los ángeles y los demonios han estado luchando por siglos, pero también les dijo que perdió casi todos sus poderes con el transcurso del tiempo así que pidió la ayuda de Rika Manabe para luchar contra los demonios que acechan la ciudad. Y así fue como nació la primera guerrera angelical, la primera Jiburiru.

### Segunda serie
En la segunda comienza Meimei Otonashi pasando por un parque en una noche oscura. Mientras Meimei piensa en lo que ha hecho cuando era mitad demonio aparece frente a ella una niña que usa a los gusanos eternos (Eternal Worm) para separar a Misty May de Meimei cuando a esta tenga un orgasmo. Mientras a la mañana siguiente Naoto escucha ruido en la habitación de su hermanastra que estudia en el extranjero, al asomarse al cuarto descubre que es ella y le pregunta por qué había regresado del extranjero. Su hermanastra, Hikari, solo le contesta que por unos problemas y también le responde que de ahora en adelante va a estudiar en su escuela.
En la escuela, Naoto se reunió con Rika, donde después de encerrarse en la enfermería por relaciones sexuales pre maritales, aparece Misty May y rapta a Rika. Sin una guerrera ángel que pueda rescatarla, Loveriel le sugiere a Naoto que tenga sexo con ella para convertirla en una nueva Jiburiru y así rescatar a Rika de las manos de Rococó.

### Tercera serie
Después de sobrevivir a las pasadas aventuras sexuales la vida comienza a estar más tranquila para Naoto y Rika. Sin embargo, no tienen mucho tiempo para relajarse ya que una nueva amenaza llega a la escena. Rika entra en acción una vez más como Jiburiru el Ángel Demonio, pero es capturada en una trampa tentacular y hecha prisionera. Desesperados Naoto y su hermana toman algunas medidas y se dan algo de amor fraterno con el fin de que obtenga poder un nuevo ángel demonio.

## Personajes
Naoto Jinno (主人公 神野直人 Jinno Naoto?)uno de los protagonista principales de la serie. Amigo de la infancia de Rika de la cual él está muy enamorado. Cuando le confiesa su amor a Rika esta acepta pero en ese momento aparece un demonio con la intención de causar actos pervertidos. Naoto es hermanastro de Hikari Jinno (la cual aparece en la segunda serie). a quien quiere como a una hermana de verdad pero Hikari quiere ser más que una hermana para Naoto. Naoto ayuda a recargar el amore de las Djibril teniendo relaciones sexuales con estas. Al principio, Naoto era muy pervertido y nada más pensaba en tener relaciones sexuales con Rika y a Rika no le gustaba eso. En la segunda serie se nota a Naoto menos pervertido pero con el secuestro de su novia se ve forzado a tener relaciones sexuales con su hermanastra.
Rika Manabe (真辺リカ Manabe Rika?)es una de los protagonistas principales de la serie. Rika es una estudiante de secundaria tierna y amigable. Ella y Naoto han sido amigos desde la infancia y con el paso del tiempo ella empezó a sentir algo por Naoto. Antes de empezar las vacaciones de verano, Naoto le confiesa su amor a Rika, Rika acepta y en ese momento un demonio se apareció con el fin de hacer actos pervertidos con ella, usando a los Eternal Worms. Pero en eso llega un ángel y la salva. El ángel, Loveriel, les explica que los demonios y los ángeles están en guerra y ella acepta a ser su reemplazo en la lucha, pero antes tenía que recargar su Amore para poder luchar y para ello tenía que tener relaciones sexuales con quien sea. Ella al principio no quería pero Naoto la convenció y así pudo transformarse en Jiburiru. Rika siempre se ha sentido culpable por tener relaciones pre maritales ya que ella siempre soñó con llegar virgen al matrimonio y también odia que Naoto sea demasiado pervertido.
Hikari Jinno (神野 ひかり Jinno Hikari?)es una de los protagonistas de la segunda serie. Hikari es la hermanastra de Naoto, es muy impaciente y celosa y también algo introvertida. Ella estaba estudiando en el extranjero en el transcurso de la primera serie. Era una estudiante de primaria y al cursar a secundaria decidió volver con su hermanastro Naoto. En la segunda serie, Jiburiru fue raptada por Misty May y Loveriel seguía débil, así queLloveriel decidió que debe nacer otra guerrera Jiburiru y la persona disponible era la hermanastra de Naoto. Por lo tanto, Naoto tuvo que tener relaciones sexuales con su hermanastra para que así naciera la guerrera angelical Jiburiru Aries. La razón por la que volvió del extranjero Hikari fue para confesarle su amor a Naoto pero al enterarse de que Naoto es novio de Rika se conformó con hacerlo feliz a través del sexo.
Nagi (ナギ Nagi?)es una de los protagonistas de la tercera serie. Es una humana artificial, creada a través de un programa de computadora en donde le almacenaron información relevante de los seres humanos; los ángeles que la crearon decidieron llamarla N.A.G.I. abreviando: Nueva Interfaz Angelical Enviada a la Tierra (New Angelic Gaia Interface). La hicieron con el fin de dejar de involucrar menos a los humanos en las batallas contra los demonios. Se le fue puesta la misión de ayudar a Rika a luchar contra los demonios.
Loveriel (ラヴリエル Ravurieru?)es otra de los protagonistas de la serie. Loveriel es un ángel de bajo rango quien aparece frente a Asmo para salvar a Rika. Ella le pide ayuda a Rika para salvar la tierra de los demonios.
Meimi Otonashi (音無　芽衣美 Otonashi Meimei?)es la antagonista principal de la serie. Asiste en el mismo colegio de Naoto y está perdidamente enamorada de él. Es una chica callada y estudiosa, trabaja de medio tiempo en una cafetería. Un día antes de las vacaciones de verano (primera serie) Meimei vio cómo Naoto se le confesó a Rika y desilusionada se fue a su casa donde conoció a Asmodeus, un demonio que utilizó sus sentimientos para convertirla en mitad demonio.
Ranbashi Hitomi (乱橋仁美 Hitomi Ranbashi?)es una compañera de clases de Rika en la tercera serie.
Shin Hata (秦真 Hata Shin?)otro compañero de clase de Rika en la tercera serie. Es un chico de baja estatura y se distingue porque tiene pelo al rape y usa unos short. Dark Aries lo controló para que violara a Jiburiru.
Yukio Arai (荒井 幸男 Arai Yukio?)es otro de los compañeros de Rika en la tercera serie. Es el chico popular del colegio por buen parecer y al igual que Shin es controlado por Dark Aries para violar a Jiburiru.

### Enemigos
Asmodeus (アスモデウス Asumodeusu?)es el enemigo principal de la primera serie. En un demonio con apariencia de niño. intentó raptar a Rika en el comienzo de la serie pero un ángel apareció y luchó con Asmo, quien al quedar en empate, decidió retirarse. Se encontró con Meimei que estaba llorando porque se enteró de que a Naoto le gusta Rika. Asmo, aprovechando sus sentimientos, convirtió a Meimei en mitad demonio. Después del término de la primera serie no se vuelve a saber de Asmo en el anime (OVA).
Misty Mei (ミスティメイ Misty Mei?)enemiga principal de la primera a la tercera serie. Ella es el alter ego de Meimei. Se convirtió en Misty Mei por Asmo y con la ayuda de las emociones que sintió en ese momento como odio y envidia a Rika ya que Naoto le confesó su amor a ella, pero siendo Meimei no muestra esas emociones y al convertirse en mitad demonio su personalidad cambiaba totalmente todas la emociones negativas las expresaba siendo Misty Mei. En la segunda serie, Rococó, una demonio que al igual que Asmo quería la destrucción de Jiburiru separa a Meimei de su parte demonio con la ayuda de los gusanos eternos (Eternal Worms) y así Misty Mei como ya no era parte de Meimei dejó las actitudes humanas (como el amor que sentía por Naoto o la envidia hacia Rika) para ser un demonio completo.
Rococo (ロコ・コ Rococo?)enemiga principal de la segunda serie. Es un demonio que se le impuso la orden de acabar con Jiburiru. Después de separar a Misty Mei de Meimei fue a la escuela de Rika para capturarla, pero más tarde fue creada otra Jiburiru (Jiburiru Aries) que al final de la segunda serie la mató cortándola en dos.
Reiraju (レイラージュ Reiraju?)general del infierno y jefe de Asmo; solamente con su presencia puede provocar terremotos y también es capaz de controlar la mente humana. Se le encargó la misión de ocuparse de Jiburiru ya que Asmo no fue capaz de hacerlo.
Lucifer (ルシファー Rushifā?)este personaje solo aparece en el juego. Nace dentro de Jiburiru después que Reiraju le diera a beber su sangre. La transformación no duró mucho gracias a los sentimientos de Rika hacia Naoto.
Super X-32es al igual que Nagi un androide pero fue creada por Faitus (demonio que aparece en la tercera serie). A diferencia de Nagi, ella no posee sentimientos humanos. Ella lucha con Jiburiru Zero al final del juego y en el anime, en el episodio 2 y también es capaz de absorber el amore del oponente.
Faitus (フェイタス Feitasu?)

### Ángeles
Djibril Aries (ジブリール・アリエス Djibril Aries?)
Djibril (ジブリール Djibril?)
Djibril Zero (ジブリールゼロ Djibril Zero?)